# Eligma
Eligma is een geslacht van vlinders van de familie visstaartjes (Nolidae), uit de onderfamilie Eligminae.

## Soorten
- E. allardi Pinhey, 1968
- E. allaudi Pinhey, 1968
- E. bettiana A.E. Prout, 1923
- E. duplicata Aurivillius, 1892
- E. hypsoides (Walker, 1869)
- E. laetepicta Oberthür, 1893
- E. malagassica Rothschild, 1896
- E. narcissus Cramer, 1775
- E. neumanni Rothschild, 1924
- E. orthoxantha Lower, 1903